# Lake Morton-Berrydale
Lake Morton-Berrydale és una concentració de població designada pel cens dels Estats Units a l'estat de Washington. Segons el cens del 2000 tenia 9.659 habitants.

## Demografia
Segons el cens del 2000, Lake Morton-Berrydale tenia 9.659 habitants, 3.245 habitatges, i 2.735 famílies. La densitat de població era de 298,6 habitants per km².
Dels 3.245 habitatges en un 43,3% hi vivien nens de menys de 18 anys, en un 74,5% hi vivien parelles casades, en un 6,3% dones solteres, i en un 15,7% no eren unitats familiars. En l'11,6% dels habitatges hi vivien persones soles el 2,6% de les quals corresponia a persones de 65 anys o més que vivien soles. El nombre mitjà de persones vivint en cada habitatge era de 2,98 i el nombre mitjà de persones que vivien en cada família era de 3,21.
Per edats la població es repartia de la següent manera: un 29,1% tenia menys de 18 anys, un 6,4% entre 18 i 24, un 29,1% entre 25 i 44, un 28,7% de 45 a 60 i un 6,6% 65 anys o més.
L'edat mediana era de 38 anys. Per cada 100 dones de 18 o més anys hi havia 103,9 homes.
La renda mediana per habitatge era de 75.337 $ i la renda mediana per família de 80.516 $. Els homes tenien una renda mediana de 54.151 $ mentre que les dones 36.101 $. La renda per capita de la població era de 28.980 $. Aproximadament el 0,5% de les famílies i l'1,7% de la població estaven per davall del llindar de pobresa.

## Poblacions més properes
El següent diagrama mostra les poblacions més properes.